# Боца (річка)
Боца (словац. Boca) — річка, ліва притока Вагу, в  окрузі Ліптовський Мікулаш.
Довжина — 18.5 км.
Витік знаходиться на висоті близько 1400 метрів біля гори Боцянске Седло. Приймає води Хопковиці
Впадає у Ваг при селі Кральова Легота на висоті 658 метрів.